# ريوماجيوري
ريوماجيوري، (بالإنجليزية: Riomaggiore)‏، هي قرية و(بلدية) في مقاطعة لا سبيتسيا، وتقع في وادي صغير في منطقة ليغوريا بإيطاليا.

## السكان
في سنة 1861 بلغ عدد السكان 2٬600 نسمة، وتطور العدد ليصل في سنة 2011 لـ 1٬669 نسمة.
يظهر هذا المخطط البياني تطور النمو السكاني لـ ريوماغيوري